# Левин, Павел Иванович
Павел Иванович Левин (1900—1971) — советский военачальник, генерал-лейтенант (1953), участник Гражданской и Великой Отечественной войн.

## Биография
Родился 15 ноября 1900 года на хуторе Басковском, Войска Донского.
С 1918 года призван в ряды РККА, участник Гражданской войны в составе Заволжской стрелковой бригады в должностях командира взвода и эскадрона 31-го кавалерийского полка. В 1922 году закончил 5-ю Елисаветградскую кавалерийскую школу РККА. С 1925 года в составе 1-й Туркестанской стрелковой дивизии воевал на Туркестанском фронте в должности командира отдельного эскадрона. С 1926 по 1928 год служил в 81-м кавалерийском полку в должностях командира эскадрона, помощника начальника штаба и начальника штаба этого полка. С 1930 по 1931 год — начальник полковой школы отдельного кавалерийского полка.  
С 1931 по 1934 год обучался на восточном факультете Военной академии имени М. В. Фрунзе. С 1934 по 1937 год — начальник разведотделения штаба 4-го кавалерийского корпуса. С 1937 года — командир 78-го казачьего полка. С 1936 по 1939 год обучался в Академии Генерального штаба РККА. С 1939 года — начальник штаба 10-й кавалерийской дивизии. С 1939 по 1941 год — начальник оперативного отделения и заместитель начальника штаба 12-й армии. С 1941 года участник Великой Отечественной войны в составе этой армии, воевал на Юго-Западном фронте, участвовал в приграничном сражении. С октября 1941 по январь 1942 года — начальник оперативного отделения и заместитель начальника штаба 9-й армии, в составе армии участвовал в Ростовской оборонительной и Ростовской наступательной операциях.
С января по июнь 1942 года — начальник штаба 30-й стрелковой дивизии. С 1942 по 1943 год — командир 16-й стрелковой бригады в составе 56-й армии, воевал на Южном, Закавказском и Северо-Кавказском фронтах, был участником Краснодарской наступательной операции являвшейся составной частью Битвы за Кавказ. С января по март 1943 года — заместитель командира 63-й кавалерийской дивизии, участник Ростовской наступательной операции. С марта по август 1943 года — начальник оперативного отделения и заместитель начальника штаба 51-й армии, участник Донбасской стратегической операции. С 1943 по 1945 год — начальник штаба 2-й гвардейской армии, в составе армии участвовал в Мелитопольской, Крымской, Белорусской, Вильнюсской, Шяуляйской, Прибалтийской, Мемельской, Рижской, Инстербургско-Кёнигсбергской и Земландской наступательных операций.
С 1945 по 1947 год — начальник штаба 28-й армии в составе Белорусского военного округа. С 1947 по 1949 год — начальник Оперативного управления и заместитель начальника штаба Приморского военного округа. С 1949 по 1952 год — начальник штаба и первый заместитель командующего 5-й армией. С 1952 по 1955 год — командир 5-го гвардейского стрелкового корпуса. С 1955 по 1957 год — командир 19-го стрелкового корпуса. С 1957 по 1959 год — заместитель командующего Одесского военного округа по высшим учебным заведениям.
С 1959 года в запасе.
Скончался 12 марта 1971 года в Одессе, похоронен на втором Христианском кладбище.

## Высшие воинские звания
- Генерал-майор (3.06.1944)
- Генерал-лейтенант (3.08.1953)[9]

## Награды
- Орден Ленина (21.02.1945)
- три ордена Красного Знамени (16.04.1943, 03.11.1944, 24.06.1948)
- Орден Богдана Хмельницкого I  степени (19.04.1945)
- Орден Кутузова II степени (17.09.1943)
- Орден Суворова II степени (16.05.1944)
- Медаль «XX лет РККА» (1938)
- Медаль «За оборону Сталинграда» (1942)
- Медаль «За оборону Кавказа» (01.05.1942)
- Медаль «За победу над Германией в Великой Отечественной войне 1941—1945 гг.»
- Медаль «30 лет Советской Армии и Флота» (1948)[10][11][12]